# Ducka Wola
Ducka Wola es un pueblo de Polonia, en Mazovia.  Se encuentra en el distrito (Gmina) de Stromiec, perteneciente al condado (Powiat) de Białobrzegi. Se encuentra aproximadamente a 5 km al norte de Stromiec, a 12 km al este de Białobrzegi, y a 60 km  al sur de Varsovia. Su población es de 150 habitantes.
Entre 1975 y 1998 perteneció al voivodato de Radom.